# أندريه ماتياس
أندريه ماتياس (بالإنجليزية: André Matias) هو مجدف أنغولي، ولد في 22 يونيو 1989 في لواندا في أنغولا.

## وصلات خارجية
- أندريه ماتياس على موقع الاتحاد الدولي للتجديف (الإنجليزية)
- أندريه ماتياس على موقع اللجنة الأولمبية الدولية (الإنجليزية)
- أندريه ماتياس على موقع أوليمبيديا (الإنجليزية)